# 烈山区
烈山区（れつざん-く）は中華人民共和国安徽省淮北市に位置する市轄区。

## 行政区画
- 街道:楊荘街道、臨海童街道、百善街道、任楼街道
- 鎮:烈山鎮、宋町鎮、古饒鎮